# Streltzoviella insularis
Streltzoviella insularis (лат.) — вид бабочек из семейства древоточцев инфраотряда разнокрылых бабочек, единственный в составе рода Streltzoviella. Россия (южная часть Дальнего Востока, включая остров Сахалин), Китай (Хэйлунцзян, Ляонин, Хэбэй, Шаньдун, Аньхой, Цзянсу, Хунань, Фуцзянь, Шанхай, Тяньцзинь, Пекин, Шаньси, Нинся, Внутренняя Монголия, Маньчжурия), Корея, Япония. Длина переднего крыла менее 2 см, окраска тёмно-коричневая. От близких родов отличается меньшими размерами и особенностями строения гениталий самцов и самок: сильно отставленным кзади саккусом, наличием антевагинальной пластинки, тонким, искривлённым в срединной части длинным эдеагусом, очень широким гнатосом. Имаго летают в июне-сентябре.
Вид ранее включался в состав рода Holcocerus (под названием Holcocerus insularis Staudinger, 1892), но в 2006 году российским лепидоптерологом Романом Викторовичем Яковлевым (Алтайский государственный университет, Барнаул) был выделен в монотипический род Streltzoviella, названный в честь российского энтомолога А. Н. Стрельцова (Благовещенск).